# Donna in nero
Donna in nero è un dipinto del pittore francese Pierre-Auguste Renoir, realizzato intorno al 1876 e conservato all'Hermitage di San Pietroburgo.

## Descrizione
La donna, ritratta frontalmente a mezzo busto, vanta un incarnato pallido e luminoso, talmente niveo che si fatica a distinguere il mento con il collo. Nonostante la fattura del volto possa sembrare a tratti compendaria, in realtà Renoir lo ha modellato con grande attenzione, a tal punto che l'intera fisionomia della donna sembra fragile e delicata come una porcellana. Se per il viso della figura Renoir rinuncia alle dolci variazioni chiaroscurali e adotta una stesura piatta, egli preferisce pennellate veloci e disinvolte per descrivere l'elegante mise della donna, con il suo foulard azzurro e le maniche bianche. Uno sfondo neutro, di un grigio luminoso, completa l'accordo cromatico, reso piccante dalle tonalità rosate delle labbra.
Dal punto di vista tecnico, il trattamento della materia pittorica è molto differenziato. Le parti che più hanno colpito Renoir (si pensi agli occhi della donna, ai suoi orecchini e alle labbra carnose) - sono descritte con grande accuratezza, in tal modo che l'occhio dell'osservatore viene naturalmente indirizzato verso tali brani di preziosità pittorico. Per le parti restanti rinuncia invece agli schemi preparatori e ricorre a pennellate disimpacciate ed allusive che si limitano a suggerire, o al massimo accennare: questa libertà espressiva, rassicurante e gioiosa, è una delle testimonianze più alte del divertimento che Renoir provava dipingendo i suoi quadri.